# Anna Blässe
Anna Blässe (* 27. Februar 1987 in Weimar) ist eine ehemalige deutsche Fußballspielerin.

## Vereinskarriere
Anna Blässe kam über Vereine ihrer Heimatstadt zum FF USV Jena, mit dem sie in der Zweiten Liga spielte. In der Saison 2004/05 kam sie hier mit 14 erzielten Treffern auf Platz zwei der Torschützenliste.
Vor der Saison 2006/07 wechselte sie zum Hamburger SV und gab am 5. Oktober beim Auswärtsspiel in Crailsheim ihr Bundesliga-Debüt. Im Sommer 2007 sorgte ihr Wechsel zum VfL Wolfsburg für Schlagzeilen, weil sie für die Rekord-Ablösesumme von 20.000 Euro aus ihrem bis 2009 laufenden Vertrag herausgekauft wurde. In Wolfsburg spielte sie zunächst auf ihrer „Stammposition“ im Sturm und erzielte in acht Spielen der Hinrunde ein Tor; in der Rückrunde wurde sie im Mittelfeld eingesetzt, erzielte aber am letzten Spieltag in Crailsheim einen weiteren Treffer. In der Saison 2012/13 spielte sie mit den VfL-Damen das erfolgreichste Jahr der Vereinsgeschichte: Sie wurde mit Wolfsburg Deutscher Meister, DFB-Pokalsieger und Champions-League-Sieger.
Auf die Saison 2022/23 hin wechselte sie nach 15 Jahren beim VfL Wolfsburg zum Grasshopper Club Zürich, bei dem ihre Ehefrau Lara Dickenmann als General Managerin tätig ist.

## Nationalmannschaft
Anna Blässe durchlief alle Jugend-Nationalmannschaften. 2004 wurde sie Weltmeisterin mit der U-19-Nationalmannschaft und stand in dieser Altersklasse bei den Europameisterschaften 2005 und 2006 jeweils im Halbfinale. Mit der U-20-Nationalmannschaft war sie 2006 bei der WM in Russland.
Am 2. März 2015 wurde sie erstmals in den Kader der A-Nationalmannschaft berufen, die vom 4. bis 11. März 2015 am Algarve-Cup 2015 teilnahm. Sie ersetzte die wegen Leistenproblemen passende Melanie Behringer. Dort debütierte sie am 6. März 2015 im Spiel gegen China. Am 24. Mai 2015 wurde sie von Bundestrainerin Silvia Neid aus dem endgültigen Kader für die Weltmeisterschaft 2015 in Kanada gestrichen.

## Erfolge
Titel
- Champions-League-Siegerin: 2013 und 2014
- Deutsche Meisterin: 2013, 2014, 2017, 2018, 2019, 2020, 2022
- DFB-Pokal-Siegerin: 2013, 2015, 2016, 2017, 2018, 2019, 2020, 2021, 2022

Persönliche Auszeichnungen
- Bronzener Schuh der U-20-Weltmeisterschaft: 2006
- Fritz-Walter-Medaille in Gold: 2006
- Tor des Monats: Juli 2020[4]

## Privates
Bei VW hat sie eine Ausbildung zur Bürokauffrau absolviert. Sie ist offen lesbisch und heiratete im Dezember 2019 ihre Teamkollegin Lara Dickenmann.
Anna Blässe veröffentlicht zusammen mit dem Zeichner Tobi Wagner die Comic-Serie Vernünftig unvernünftig.